# Tokuo Kitani
Tokuo Kitani (木谷 徳雄), född 15 februari 1909 i Tokyo, död 4 januari 1947, var en japansk hastighetsåkare på skridskor. Han deltog i olympiska spelen i  Lake Placid 1932 på alla fyra distanser, men kvalificerade sig inte till final.